# دوور (اوهایو)
دوور(به انگلیسی: Dover) شهری در ایالت اوهایو کشور ایالات متحده آمریکا است که جمعیت آن در سرشماری سال ۲۰۱۰ میلادی، ۱۲٬۸۲۶ نفر بوده‌است.